# ستشليسويغ (ويسكونسن)
ستشليسويغ (بالإنجليزية: Schleswig, Wisconsin)‏ هي بلدة تقع بولاية ويسكونسن في الولايات المتحدة. تبلغ مساحتها 87.6 (كم²)، وترتفع عن سطح البحر 264 م، بلغ عدد سكانها 1900 نسمة في عام 2000 حسب إحصاء مكتب تعداد الولايات المتحدة وتصل الكثافة السكانية فيها 22.2 نسمة/كم2.

## وصلات خارجية
- http://www.townofschleswig.com
- The US50 - Cities and Towns in Wisconsin State
- Wisconsin Cities and Towns, Facts, Map, Flag, Colleges, Government, and More